# Prix Goncourt/Kurzgeschichte

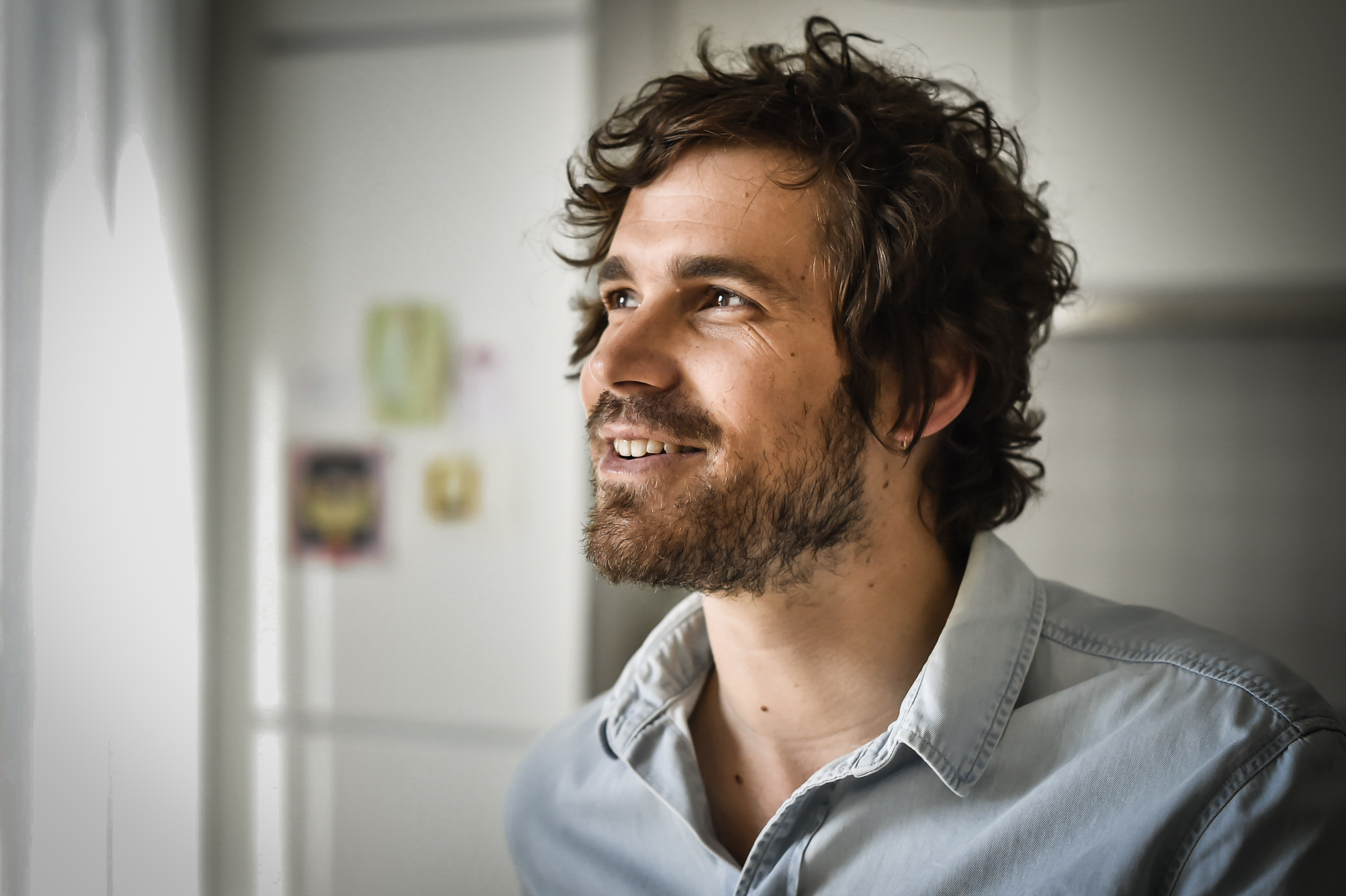
Preisträger 2022: Antoine Wauters aus Belgien

Der Prix Goncourt de la nouvelle ist ein seit 1974 von der Académie Goncourt für Kurzgeschichten verliehener Preis und ergänzt den Prix Goncourt für Romane. Er wird seit 2001 in Straßburg verliehen.

## Preisträger
Am häufigsten wurden Werke aus dem Verlag Gallimard (14 Siege) prämiert.
| Jahr | Preisträger/-in                | Kurzgeschichte                              |
| ---- | ------------------------------ | ------------------------------------------- |
| 1974 | Daniel Boulanger               | Fouette, cocher!                            |
| 1975 | S. Corinna Bille               | La Demoiselle sauvage                       |
| 1976 | Antoine Blondin                | Quat’saisons                                |
| 1977 | Henri Gougaud                  | Départements et territoires d’outre-mort    |
| 1978 | Christiane Baroche             | Chambres avec vue sur le passé              |
| 1979 | Andrée Chedid                  | Le Corps et le temps                        |
| 1980 | Guy Lagorce                    | Les Héroïques                               |
| 1981 | Annie Saumont                  | Quelquefois dans les cérémonies             |
| 1982 | René Depestre                  | Alleluia pour une femme-jardin              |
| 1983 | Raymond Jean                   | Un fantasme de Bella B.                     |
| 1984 | Alain Gerber                   | Les Jours de vin et de roses                |
| 1985 | Pierrette Fleutiaux            | Métamorphoses de la Reine                   |
| 1986 | Jean Vautrin                   | Baby Boom                                   |
| 1987 | Noëlle Châtelet                | Histoires de bouches                        |
| 1988 | Jean-Louis Hue                 | Dernières Nouvelles du Père Noël            |
| 1989 | Paul Fournel                   | Des athlètes dans leur tête                 |
| 1990 | Jacques Bens                   | Nouvelles désenchantées                     |
| 1991 | Rafaël Pividal                 | Le Goût de la catastrophe                   |
| 1992 | Catherine Lépront              | Trois Gardiennes                            |
| 1993 | Mariette Condroyer             | Un après-midi plutôt gai                    |
| 1994 | Jean-Christophe Duchon-Doris   | Les Lettres du baron                        |
| 1995 | Cyrille Cahen                  | Le Frôleur                                  |
| 1996 | Ludovic Janvier                | En mémoire du lit                           |
| 1997 | François Sureau                | Le Sphinx de Darwin                         |
| 1998 | Bernard Pingaud                | Tu n’es plus là                             |
| 1999 | Elvire de Brissac              | Les Anges d’en bas                          |
| 2000 | Catherine Paysan               | Les Désarmés                                |
| 2001 | Stéphane Denis                 | Elle a maigri pour le festival              |
| 2002 | Sébastien Lapaque              | Mythologie française                        |
| 2003 | Philippe Claudel               | Les petites mécaniques                      |
| 2004 | Olivier Adam                   | Passer l’hiver                              |
| 2005 | Georges-Olivier Châteaureynaud | Singe savant tabassé par deux clowns        |
| 2006 | Franz Bartelt                  | Le bar des habitudes                        |
| 2007 | Brigitte Giraud                | L’amour est très surestimé                  |
| 2008 | Jean-Yves Masson               | Ultimes vérités sur la mort du nageur       |
| 2009 | Sylvain Tesson                 | Une vie à coucher dehors                    |
| 2010 | Éric-Emmanuel Schmitt          | Concerto à la mémoire d’un ange             |
| 2011 | Bernard Comment                | Tout passe                                  |
| 2012 | Didier Daeninckx               | L’espoir en contrebande                     |
| 2013 | Fouad Laroui                   | L’étrange Affaire du pantalon de Dassoukine |
| 2014 | Nicolas Cavaillès              | Vie de monsieur Leguat                      |
| 2015 | Patrice Franceschi             | Première personne du singulier              |
| 2016 | Marie-Hélène Lafon             | Histoires                                   |
| 2017 | Raphaël Haroche                | Retourner à la mer                          |
| 2018 | Régis Jauffret                 | Microfictions 2018                          |
| 2019 | Caroline Lamarche              | Nous sommes à la lisière                    |
| 2020 | Anne Serre                     | Au cœur d’un été tout en or                 |
| 2021 | Shmuel T. Meyer                | Et la guerre est finie                      |
| 2022 | Antoine Wauters                | Le musée des contradictions                 |
| 2023 | David Thomas                   | Partout les autres                          |